# Frits Bülow
Frits Toxwerdt von Bülow (16. april 1872 i Aalborg – 30. juli 1955 i København) var en dansk politiker og minister.
Frits Bülow var søn af byskriverfuldmægtig E.F. Bülow og hustru Marie f. Toxwerdt og tilhørte adelsslægten Bülow. Han blev student 1894 og fik som ung kontorplads hos en sagfører og tog her præliminæreksamen. I 1898 blev han cand.jur. Som kun 30-årig blev han højesteretssagfører i 1903.
Han var en anvendt erhvervsjurist og organiseret højremand, men fik kontakt til Venstre, da han forsvarede J.C. Christensen og Sigurd Berg ved en rigsretssag efter Alberti-skandalen. Dette var baggrunden for, at han blev justitsminister i Ministeriet Berntsen 1910-1913.
Han var medlem af Landstinget 1920-1924 og dets formand indtil 1922. Han havde siden 1916 tjent som juridisk konsulent for Landmandsbanken og var kontaktperson til Nationalbanken, hvis repræsentantskab han var medlem af og senere formand for. Han måtte trække sig tilbage som formand for Landstinget ved bankens sammenbrud i 1922.
Han var Kommandør af 1. grad af Dannebrogordenen (1933), formand for bestyrelserne i Assurance-Compagniet Baltica, De Baltiske Assurandører, næstformand for i bestyrelserne for Tivoli og ØK, medlem af bestyrelserne for A/S Det sønderjydske Kompagni, A/S Mommark Færge, Foreningen til Højskolens Fremme i København og A/S Dansmidth Trust Company.
Bülow blev gift 28. marts 1899 med Fanny Augusta Frederikke f. Poulsen, datter af højesteretsassesor Jonas Poulsen og hustru Rebekka f. Brandt.